# Super High Roller Bowl 2018

Logo des Super High Roller Bowl 2018

Der Super High Roller Bowl 2018 war die fünfte Austragung dieses Pokerturniers und wurde von Poker Central veranstaltet. Er wurde vom 27. bis 30. Mai 2018 zum vierten Mal im PokerGO Studio im Aria Resort & Casino in Paradise am Las Vegas Strip ausgespielt und war mit seinem Buy-in von 300.000 US-Dollar hinter dem Big One for One Drop der World Series of Poker 2018 zusammen mit dem Super High Roller Bowl V das zweitteuerste Pokerturnier des Jahres 2018.

## Struktur

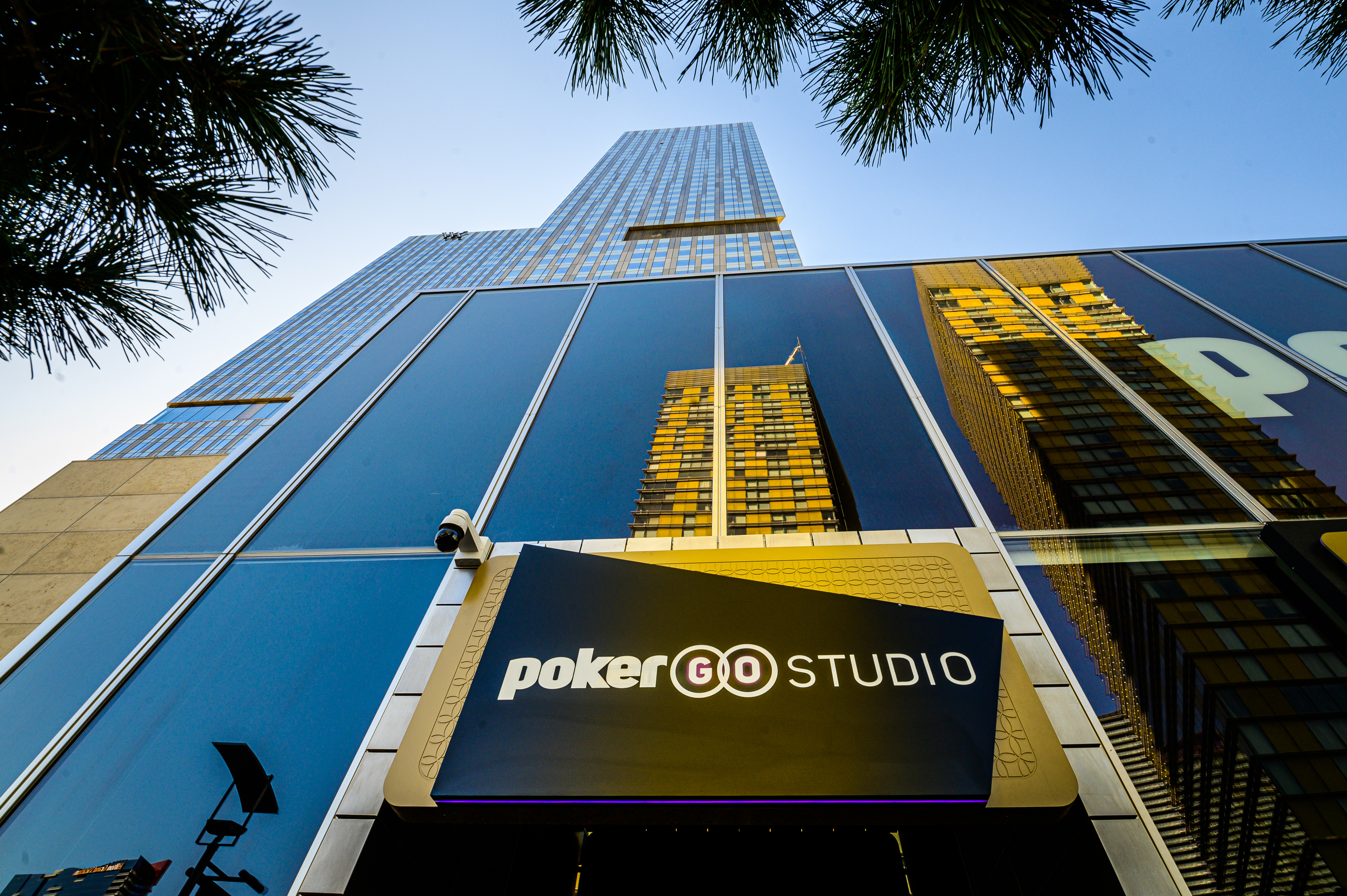
Das PokerGO Studio im Aria Resort & Casino (2019)

Das Turnier in der Variante No Limit Hold’em wurde vom 27. bis 30. Mai 2018 gespielt. Das Buy-in betrug, wie in den beiden Vorjahren, 300.000 US-Dollar. Die Obergrenze an Teilnehmern lag bei 48 Spielern, wobei 18 dieser Plätze für sogenannte „VIP-Spieler“ reserviert waren. Am 21. März 2018 wurden 30 Teilnehmer aus allen Bewerbern auf die nicht reservierten Plätze gezogen. Mitte April 2018 wurden vom Veranstalter 15 weitere Teilnehmer bekanntgegeben, darunter die deutschen Spieler Fedor Holz und Rainer Kempe. Im Mai 2018 wurden zwei weitere Plätze an Lawrence Greenberg und Sean Winter vergeben sowie bekanntgegeben, dass Steffen Sontheimer das Turnier anstelle von Andrew Robl spielt. Zudem wurden einen Tag vor Turnierbeginn Tony G und Sean Winter durch Phil Ivey und Sam Soverel ersetzt. Als letzter Teilnehmer qualifizierte sich Timofei Kusnezow am 26. Mai 2018 durch ein 10.000 US-Dollar teures Satellite.

## Übertragung
Die Übertragung wurde von Poker Central übernommen. Zum Schauen war ein kostenpflichtiges Abonnement bei der Streaming-Plattform PokerGO nötig.

## Teilnehmer
Mit Kathy Lehne spielte eine Frau das Turnier. Die 48 Teilnehmer lauteten:
| - Brandon Adams - Sergio Aido - Koray Aldemir - John Andress - Mikita Badsjakouski - Dennis Blieden - Justin Bonomo | - Kahle Burns - Stephen Chidwick - Christian Christner - Seth Davies - Markus Dürnegger - Andreas Eiler - Antonio Esfandiari | - Lawrence Greenberg - Isaac Haxton - Phil Hellmuth - Fedor Holz - Matt Hyman - Phil Ivey - Cary Katz | - Byron Kaverman - Rainer Kempe - Bryn Kenney - Jason Koon - Igor Kurganow - Timofei Kusnezow - Kathy Lehne | - Andrew Lichtenberger - Tom Marchese - Adrián Mateos - Daniel Negreanu - Bill Perkins - David Peters - Nick Petrangelo | - Doug Polk - Brian Rast - Arne Ruge - Jake Schindler - Erik Seidel - Dan Shak - Talal Shakerchi | - Dan Smith - Steffen Sontheimer - Sam Soverel - Keith Tilston - Ben Tollerene - Christoph Vogelsang |

## Ergebnisse

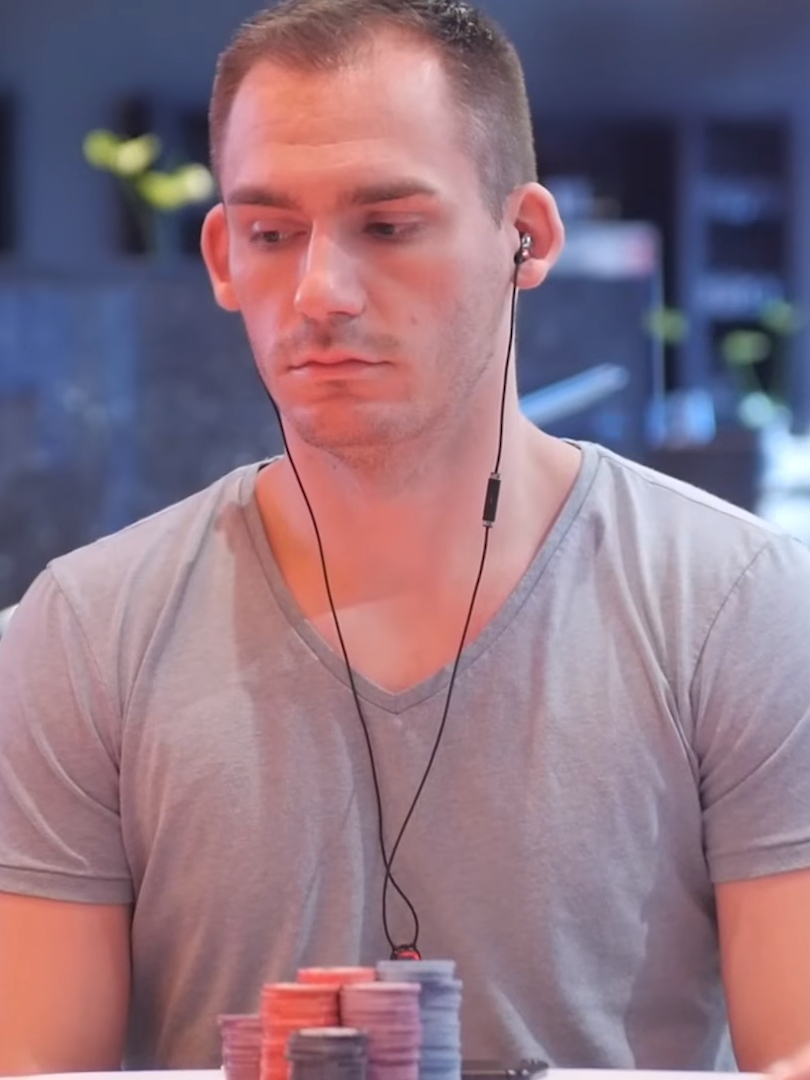
Justin Bonomo (2018)

Der Preispool lag bei 14,4 Millionen US-Dollar. Für die Teilnehmer gab es acht bezahlte Plätze. Alle Spieler starteten mit einem Stack von 300.000 Chips. Nach dem ersten Turniertag befanden sich noch 30 Spieler im Turnier. Daniel Negreanu knackte als erster Spieler die Marke von einer Million Chips und beendete den Tag als deutlicher Chipleader. Auch die einzige Frau, Kathy Lehne, erwischte einen guten Start und hatte zeitweise über eine Million Chips vor sich stehen. Von den bisherigen Gewinnern waren mit Rainer Kempe (2016), Christoph Vogelsang (2017) und Justin Bonomo (2018 China) noch drei Spieler im Rennen, lediglich Brian Rast (2015) war nicht mehr dabei.
Am zweiten Turniertag übernahm Justin Bonomo nach einem großen Pot gegen Fedor Holz die Führung in Chips und beendete den Tag als Chipleader. Mit Christoph Vogelsang und Steffen Sontheimer befanden sich noch zwei Deutsche unter den verbliebenen 14 Spielern.
Am dritten Turniertag ging der zu diesem Zeitpunkt Weltranglistenerste Stephen Chidwick schnell in Führung und konnte seinen Stack zwischenzeitlich auf über 4 Millionen Chips schrauben. Anschließend verlor er den bis dahin größten Pot im Turnier, als er seinen Gegner Mikita Badsjakouski mit J♣ K♣ auf das Board 10♣ A♠ 3♣ 4♠ All-In stellte und die A♥ A♦ des Belarussen hielten. Nachdem Steffen Sontheimer als Neunter ausgeschieden war, wurden die Geldränge erreicht. Mit dem Bust von Seth Davies als Achter wurde der inoffizielle Finaltisch erreicht. Der Tag endete mit dem Ausscheiden von Stephen Chidwick im Blindbattle gegen Jason Koon. In den Finaltisch ging Badsjakouski am vierten und letzten Tag als Chipleader, dicht gefolgt von Negreanu und Bonomo. Knapp 50 Big Blinds hatte Koon, Shortstacks waren Nick Petrangelo sowie der Titelverteidiger Christoph Vogelsang.
Am Finaltag schieden zunächst die Shortstacks Petrangelo und Vogelsang schnell aus. Badsjakouski verlor anschließend seinen Chiplead an Negreanu, als er mit A♥ Q♦ auf das Board 7♣ 9♥ 5♣ 8♦ 9♦ groß bluffte und der Kanadier mit 6♦ 6♣ die Straße hielt und callte. Im Blindbattle mit Bonomo schied Badsjakouski schließlich aus und wurde Vierter für 1,6 Millionen US-Dollar. Danach sahen Koon mit K♣ 9♣ und Bonomo mit K♦ Q♦ einen Flop von Q♣ K♥ 9♦. Auf den Turn gingen alle Chips in die Mitte und Bonomo war der deutliche Chipleader, während Koon nun short war und wenig später auf dem dritten Platz ausschied. Ins Heads-Up zwischen Bonomo und Negreanu ging der Amerikaner mit einem 4:1-Chiplead. Negreanu baute seinen Chipstack wieder auf, die Entscheidung fiel dann jedoch zugunsten Bonomos, als er auf den Flop 9♥ 6♦ 7♥ mit 9♠ 9♦ das All-In von Negreanus 8♣ 7♦ callte und seine Hand hielt. Bonomo, der zwei Monate zuvor schon den Super High Roller Bowl China in Macau gewonnen hatte, erhielt eine Siegprämie von 5 Millionen US-Dollar und sprang damit auf den dritten Platz der All Time Money List.
| Platz | Herkunft               | Spieler             | Preisgeld (in $) |
| ----- | ---------------------- | ------------------- | ---------------- |
| 1     | Vereinigte Staaten     | Justin Bonomo       | 5.000.000        |
| 2     | Kanada                 | Daniel Negreanu     | 3.000.000        |
| 3     | Vereinigte Staaten     | Jason Koon          | 2.100.000        |
| 4     | Belarus                | Mikita Badsjakouski | 1.600.000        |
| 5     | Deutschland            | Christoph Vogelsang | 1.200.000        |
| 6     | Vereinigte Staaten     | Nick Petrangelo     | 0.900.000        |
| 7     | Vereinigtes Konigreich | Stephen Chidwick    | 0.600.000        |
| 8     | Vereinigte Staaten     | Seth Davies         | 0.090.000        |